# Palmar de Varela

Localização do município de Palmar de Varela no departamento de Atlántico.

Palmar de Varela é uma cidade colombiana do departamento de Atlántico.